# Teckal-undantaget
Teckal är ett undantag från regler om offentlig upphandling i Europeiska unionen. Den innebär att en offentlig myndighet tillåts teckna kontrakt med en annan juridisk person, utan föregående offentlig upphandling, förutsatt att dessa två krav båda är uppfyllda:
- Den offentliga myndigheten som tecknar kontraktet skall utöva kontroll över den juridiska personen i en utsträckning som motsvarar kontrollen över dess egna förvaltningar.
- En betydande del, minst 80%, av verksamheterna hos den juridiska personen ska utföras åt den offentliga myndighet som tecknar kontraktet.